# Hôtel Camusat
 (juin 2024).
Si vous disposez d'ouvrages ou d'articles de référence ou si vous connaissez des sites web de qualité traitant du thème abordé ici, merci de compléter l'article en donnant les références utiles à sa vérifiabilité et en les liant à la section « Notes et références ».
L'hôtel Camusat est un bâtiment de Troyes, en France. 
L'ensemble est inscrit aux monuments historiques en 1930 et 2012. L'hôtel est le siège de la Chambre de commerce et d'industrie de Troyes et de l'Aube.

## Localisation
L'hôtel est situé dans la commune de Troyes au 10 rue Audiffred, dans le département de l'Aube, en région Champagne-Ardenne. 

## Histoire
L'ancien hôtel du Petit-Camusat fut construit au début du XVIIIe siècle et abrite actuellement le Chambre de Commerce et d'industrie après avoir abrité la Banque de France. Le bâtiment construit par Jacques Camusat, père de Nicolas Camusat, maire de Troyes se compose d'un corps central et de deux ailes en retour d'équerre vers la rue. À l'intérieur, le rez-de-chaussée a perdu toute la distribution bien marquée sur le plan de 1727. L'escalier principal possède une rampe aux motifs décoratifs cintrés remontant à la seconde moitié du XVIIIe siècle. Le dallage du palier de l'étage avec ses cabochons noirs est également du XVIIIe siècle. À l'étage, l'aile gauche est occupée par l'ancienne grande salle de musique avec un très beau décor de lambris de hauteur couvrant l'ensemble des murs. Les pièces du corps central ont aussi, au premier étage, conservé leurs décors : boiseries de hauteur du XVIIIe siècle avec des dessus de porte et de trumeaux illustrant le thème de l'amour, cheminée de marbre gris de Belgique, parquet de Versailles. Des trumeaux avec glace et des dessus de porte sont en lambris avec des toiles de paysages dont l'encadrement en bois de style Rococo est remarquable. La CCI devint propriétaire des locaux le 31 mars 1921.